# قلقل (غذا)
قُلقُل یکی از غذاهای سنتی ایران است که شهر شوشتر مرکز اصلی پخت آن به شمار می‌رود. این غذا معمولا به عنوان صبحانه، عصرانه یا شام مصرف می‌شود. در پخت این خوراک هم مانند حلیم از گندم و گوشت و هم همانند آش از حبوبات استفاده می‌شود و به همین دلیل ارزش غذایی بالایی دارد.

## روش پخت
برای پخت قُلقُل از گوشت سردست گوساله یا گاو یا گاومیش، گندم پوست کنده، لوبیا سفید، عدس، نخود، باقلای سبز، لوبیا قرمز، پیاز، زردچوبه، فلفل سیاه، فلفل سرخ، نعنا و سیر داغ، و نمک استفاده می‌شود.

## ثبت ملی
قُلقُل (آش یا حلیم سنتی شوشتر) با شماره ۱۹۹۴ در فهرست میراث ناملموس ایران به ثبت رسیده است.